# Təvəkkül Aslanov
Təvəkkül Aslanov (* 1973 in Qəmərvan, Qəbələ) ist ein aserbaidschanischer Koch, Gastronom und Webvideoproduzent. Er erlangte internationale Bekanntheit durch seinen YouTube-Kanal „Wilderness Cooking“, auf dem er traditionelle Gerichte inmitten der Natur seines Heimatdorfes Qəmərvan zubereitet.

## Leben
Aslanov wuchs im Dorf Qəmərvan auf, das im Kaukasus liegt. Er gehört der ethnischen Gruppe der Lesgier an. Seine Leidenschaft für das Kochen entdeckte er bereits in jungen Jahren und begann seine berufliche Karriere als Koch in verschiedenen lokalen Restaurants, bevor er sich selbstständig machte und sein eigenes Restaurant eröffnete und über soziale Medien Kochrezepte einem breiten Publikum präsentierte.
Aslanovs erstes veröffentlichtes Video auf YouTube stammt vom 27. Januar 2020 und trägt den Titel "Gebackener Maiskolben". Seitdem hat sich sein Kanal zu einer populären Plattform für Outdoor-Kochfans entwickelt, mit über 5,9 Millionen Abonnenten (Stand: August 2024). Neben der Verbreitung von Kochrezepten nutzt er seinen Kanal auch für den Verkauf von Küchenutensilien, die auf seine spezifischen Anforderungen im Outdoor-Kochen zugeschnitten sind.
In seinen Videos bereitet er typische Gerichte in der Umgebung seines Heimatdorfes zu. Seine Videos zeichnen sich durch die ruhige, naturnahe Atmosphäre aus, wobei auf gesprochene Kommentare weitgehend verzichtet wird, um den Fokus auf die Geräusche der Zubereitung zu legen. Dies verleiht den Videos einen ASMR-Charakter, der von vielen Zuschauern als beruhigend empfunden wird. Ein wiederkehrendes Markenzeichen seiner Videos ist das leise gesprochene „Super“, begleitet von einem Daumen nach oben, am Ende jeder Episode. Der US-amerikanische Vlogger und Gastronom Mark Wiens bezeichnet Aslanov als die „Definition von therapeutischem Outdoor-Wilderness-Cooking“.
Neben seiner Tätigkeit als YouTuber betreibt Aslanov als Inhaber das Qaya Restoran in Qəmərvan.